# Матија Бакић
Матија Бакић (? - Босанска Крупа, 23. јун 1565) био је хрватски племић, војвода и последњи заповедник одбране града Крупе. 
Бранио је Крупу 25 дана са посадом од 28 људи од знатно надмоћнијих турских снага (око 4000 војника) под командом Мустафа-паше Соколовића. При последњем турском јуришу пробио се са 6 преживелих војника до Уне и утопио се при покушају да је преплива.